# Йохан Адам I Андреас фон Лихтенщайн
Йохан Адам I Андреас фон Лихтенщайн (на немски: Johann Adam I Andreas fon Liechtenstein; Hans Adam Andreas; * 30 ноември 1657 или 16 август 1662, Бърно; † 16 юни 1712, Виена) е 3. княз на Лихтенщайн (1684 – 1712), херцог на Тропау и Йегерндорф в Силезия, господар на Шеленберг, Дитерсдорф, Вайсенбург, Кирхберг, Вадуц и Ротенхауз.

## Живот
Той е син на княз Карл Евсебий фон Лихтенщайн (1611 – 1684) и съпругата му Йохана Беатрикс фон Дитрихщайн-Николсбург (1625 – 1676), дъщеря на княз Максимилиан II фон Дитрихщайн-Николсбург (1596 – 1655) и Анна Мария Франциска фон Лихтенщайн (1597 – 1638), дъщеря на княз Карл I фон Лихтенщайн.
През 1687 г. император Леополд I го номинира на таен съветник. През 1693 г. той получава „орден на Златното руно“. Той е смятан за финансов експерт. През 1699 г. Йохан Адам получава господството Шеленберг за 115 000 гулдена и 1712 г. графството Вадуц.

## Фамилия
Йохан Адам I се жени на 13 февруари 1681 г. във Виена за Ердмунда Мария фон Дитрихщайн-Николсбург (* 17 април 1662; † 15 или 16 март 1737, Брюн), дъщеря на княз Фердинанд Йозеф фон Дитрихщайн-Николсбург (1636 – 1698) и Мария Елизабет фон Егенберг (1640 – 1715). Те имат децата:
- син (1682, умира млад)
- Мария Елизабет (1683 – 1744), омъжена I. на 21 април 1703 г. за княз Максимилиан II фон Лихтенщайн (1641 – 1709), II. 1713 г. за херцог 1713 г. за херцог Леополд фон Шлезвиг-Холщайн-Зондербург-Визенбург (1674 – 1744)
- Карл Йозеф (1684 – 1704)
- Мария Антония (1687 -1750), омъжена I. на 4 ноември 1703 г. за граф Марк Кцобор († 1728), II. 1731 г. за граф Карл фон Харас
- Мария Анна († 1688)
- Франц Доминик (1689 – 1711)
- Габриела (1692 – 1713), омъжена на 1 декември 1712 г. за братовчед си княз Йозеф Йохан Адам фон Лихтенщайн (1690 – 1732)
- Мария Терезия Анна Фелицитас (1694 – 1772), омъжена 1713 г. във Виена за херцог Емануел Томас Савойски-Кариняно (1687 – 1729)
- Маргарета (1697 – 1702)
- Мария Доминика Магдалена (1698 – 1724), омъжена на 21 май 1719 г. за княз Хайнрих Йозеф фон Ауершперг (1697 – 1783)
- Мария (* 1699)